# ولثام (فيرمونت)
ولثام (بالإنجليزية: Waltham, Vermont)‏ هي بلدة تقع بولاية فيرمونت في الولايات المتحدة. تبلغ مساحتها 23.5 (كم²)، وترتفع عن سطح البحر 184 م، بلغ عدد سكانها 486 نسمة في عام 2010 حسب إحصاء مكتب تعداد الولايات المتحدة وتصل الكثافة السكانية فيها 21 نسمة/كم2.

## وصلات خارجية
- The US50 - Cities and Towns in Vermont State
- Vermont Cities and Towns, Facts, Map, Flag, Colleges, Government, and More